# Kamień (Powiat Rzeszowski)

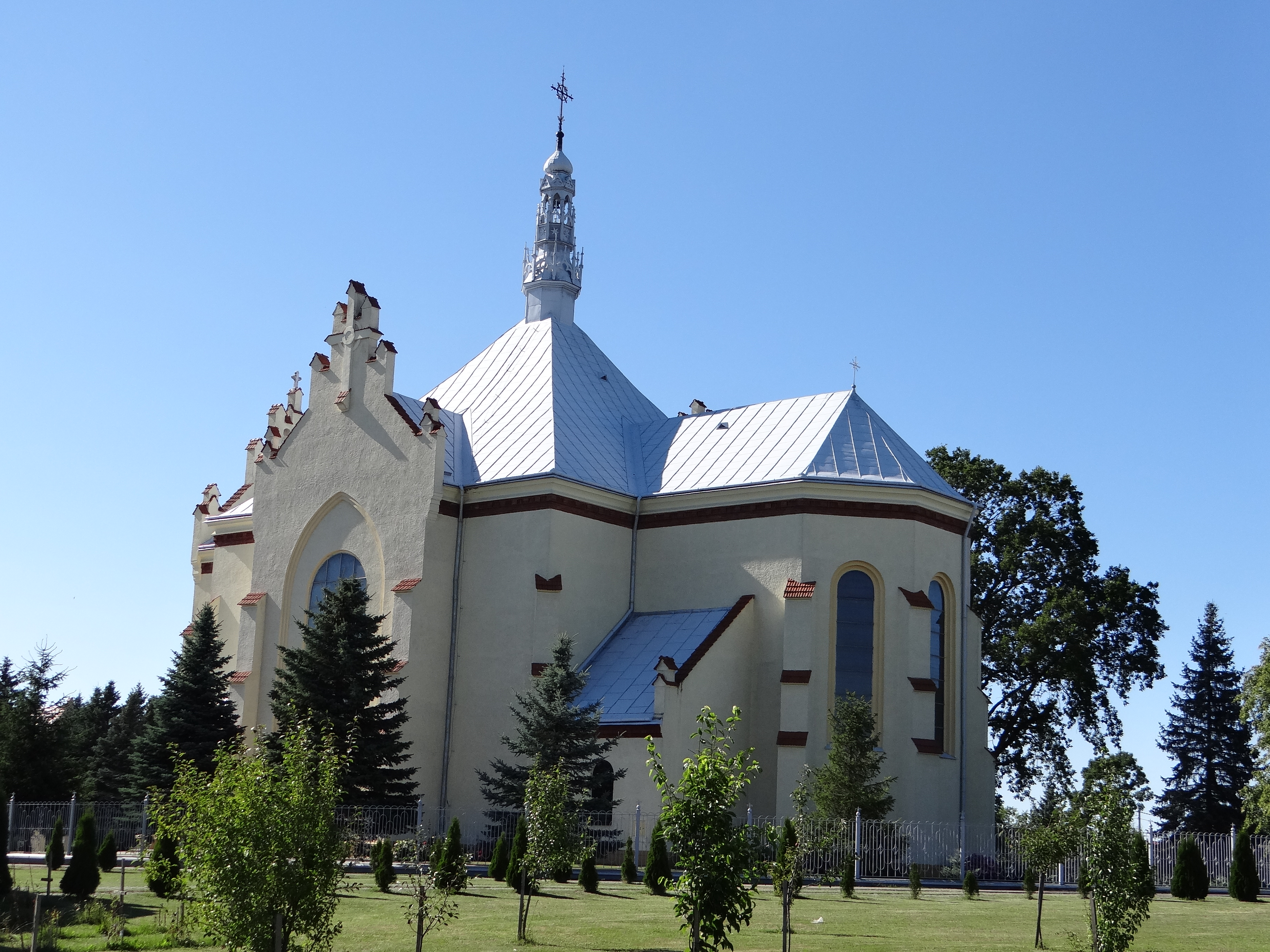
Pfarrkirche

Kamień ist ein Dorf im Powiat Rzeszowski der Woiwodschaft Karpatenvorland in Polen. Es ist Sitz der gleichnamigen Landgemeinde mit etwa 6900 Einwohnern.

## Geographie
Das Dorf Kamień ist in vier Schulzenämter eingeteilt:  Kamień-Górka, Kamień-Podlesie, Kamień-Prusina und Krzywa Wieś. Der Weiler Morgi gehört zum Schulzenamt Kamień-Podlesie.

## Geschichte
Der Ort wurde im Jahre 1578 von Stefan Batory unter dem Namen Wola Kamień gegründet. Er lag in der Woiwodschaft Sandomir.
Bei der Ersten Teilung Polens kam Kamień 1772 zum neuen Königreich Galizien und Lodomerien des habsburgischen Kaiserreichs (ab 1804).
Im Jahre 1783 im Zuge der Josephinischen Kolonisation wurden deutsche Kolonisten lutherischer und reformierter Konfession angesiedelt. Die Kolonie wurde Steinau, eine Übersetzung von kamień (Stein) mit dem Suffix -au, genannt und wurde unabhängige Gemeinde, heute Nowy Kamień.
Im Jahre 1900 hatte die Gemeinde Kamień 885 Häuser mit 5122 Einwohnern, davon 5096 polnischsprachige, 25 deutschsprachige, 4869 römisch-katholische, 2 griechisch-katholische, 226 Juden, 25 anderen Glaubens.
Die römisch-katholische Pfarrei wurde im Jahre 1907 errichtet.
1918, nach dem Ende des Ersten Weltkriegs und dem Zusammenbruch der k.u.k. Monarchie, kam Kamień zu Polen.
Im Jahre 1921 hatte die Gemeinde Kamień 891 Häuser mit 4703 Einwohnern, davon 4701 Polen, 2 anderer Nationalität, 4499 römisch-katholische, 2 griechisch-katholische, 1 evangelische, 201 Juden.
Im Zweiten Weltkrieg gehörte es zum Distrikt Krakau des Generalgouvernements.
Von 1975 bis 1998 gehörte Kamień zur Woiwodschaft Rzeszów.

## Gemeinde
Zur Landgemeinde (gmina wiejska) Kamień noch die beiden Orte Nowy Kamień (Steinau) und Łowisko.